# Nikolai Karotamm
Nikolai Karotamm (ur. 23 października 1901 w Parnawie, zm. 21 września 1969 w Moskwie) – estoński komunista, I sekretarz Komunistycznej Partii (bolszewików) Estonii (1944–50).

## Życiorys
W 1924 roku wyemigrował z Estonii do Holandii, gdzie zaangażował się w działalność lokalnej partii komunistycznej. W 1926 roku uczestniczył w kongresie esperantystów w Leningradzie, po czym pozostał w RFSRR, gdzie działał w emigracyjnej Komunistycznej Partii Estonii.
Dzięki wkroczeniu wojsk radzieckich do Estonii w czerwcu 1940 roku mógł powrócić do kraju, gdzie objął redakcję gazety "Kommunist". Na jesieni 1940 roku mianowano go II sekretarzem KPE, zastępcą Karla Säre. Po wybuchu wojny sowiecko-niemieckiej de facto kierował działalnością estońskich komunistów, gdyż Säre jeszcze we wrześniu 1941 r. został schwytany przez Niemców i podczas śledztwa wydał swoich towarzyszy. W 1942 r. mianowano go szefem sztabu estońskiej partyzantki radzieckiej, która jednak w rzeczywistości ograniczała się do pojedynczych oddziałów zrzucanych z ZSRR.
Po ponownym włączeniu republiki do ZSRR w 1944 roku został mianowany I sekretarzem Komunistycznej Partii Estonii. W czerwcu 1945 r. zaangażował się w kampanię na rzecz amnestii dla członków zbrojnego podziemia antykomunistycznego (leśnych braci). Likwidacja ruchu partyzanckiego metodami politycznymi miało być dowodem słuszności jego polityki "narodowego komunizmu". W przekonaniu Karotamma aresztowaniom powinni podlegać jedynie dowódcy leśnych oddziałów oraz partyzanci, którzy dokonali zabójstw na komunistycznych działaczach. Z tego powodu I sekretarz KPE pozostawał w konflikcie z republikańskim aparatem bezpieczeństwa – estońskie NKWD dążyło do całkowitego zniszczenia podziemia i wielokrotnie dokonywało aresztowań ujawniających się partyzantów. Mimo to w 1945 r. ujawniło się ponad tysiąc leśnych braci, a większość z nich nie została aresztowana. W 1946 r. Karotamm opublikował kolejną odezwę z zachętą do ujawniania się, obiecując, że wychodzący z lasów, którzy podczas niemieckiej okupacji służyli w formacjach pomocniczych, nie poniosą odpowiedzialności.
Uchodzi za główną osobę odpowiedzialną za deportacje, jakie miały miejsce po zajęciu Estonii przez wojska radzieckie, m.in. 25 marca 1949 roku. Była to tzw. druga deportacja, która doprowadziła do wywózki 20 tys. Estończyków na Syberię, co stanowiło ok. 3% ludności bałtyckiej republiki. Równocześnie Karotamm początkowo sprzeciwiał się przeprowadzeniu w Estonii natychmiastowej kolektywizacji, a także starał się ograniczyć skalę wywózek, przekonując, że robotnicy i farmerzy byli potrzebni na miejscu. Jeszcze w styczniu 1949 r. Karotamm twierdził, że w Estonii pozostawało jedynie 5500 kułaków i gospodarzy, którzy kolaborowali z Niemcami. Widząc jednak, że taka postawa jest negatywnie oceniana przez Stalina, Karotamm przyspieszył tempo kolektywizacji i przeprowadził deportację w znacznie większej skali. W rezultacie Stalin doszedł do przekonania, że polityka ta mogła zostać wdrożona już wcześniej i ostatecznie stracił zaufanie do estońskiego kierownictwa. Nikolai Karotamm stracił w 1950 r. stanowisko, a razem z nim usunięto wszystkich zaufanych współpracowników na czele z Borisem Kummem, ministrem bezpieczeństwa państwowego Estońskiej SRR. Karotamm i jego zwolennicy, głównie komuniści pochodzenia estońskiego, którzy wstąpili do partii w czerwcu 1940 r., zostali oskarżeni przez KC WKP (b) o "niedocenianie burżuazyjnego nacjonalizmu", "niedostatki w pracy z kadrami" i "błędy w kolektywizacji".
I sekretarzem KPE został w jego miejsce Iwan (Johannes) Käbin, działacz pochodzenia estońskiego, lecz całkowicie zrusyfikowany. Karotamm przeprowadził się do Moskwy, gdzie do śmierci pracował jako ekonomista, od 1951 r. w Akademii Nauk ZSRR. W 1964 r. uzyskał stopień doktora nauk ekonomicznych. Zmarł w 1969 r. i został pochowany na Cmentarzu Leśnym w Tallinnie.